# Chierici regolari
I chierici regolari sono comunità religiose cattoliche composte prevalentemente da sacerdoti.
Caratteristica dei chierici regolari è il fatto che gli stessi conducano vita comune secondo una determinata regola.

## Alcuni ordini
- C.R. - Chierici regolari teatini
- S.J. - Compagnia di Gesù (Gesuiti),
- M.I. / Min.Inf. - Chierici regolari Ministri degli Infermi (Camilliani)
- C.R.M. - Chierici regolari minori (Caracciolini)
- B. - Chierici regolari di San Paolo (Barnabiti)
- S.P. o Sch.P. - Chierici regolari poveri della Madre di Dio delle scuole pie (Scolopi)
- C.R.S. - Chierici regolari di Somasca (Somaschi),
- O.M.D. - Chierici regolari della Madre di Dio (Leonardini)
- M.I.C. - Congregazione dei chierici mariani (trasformata in istituto di voti semplici nel 1910)
- Chierici regolari del buon Gesù (soppresso nel 1651)